# 埃莉薩·布朗
埃莉薩·布朗（法語：Élisa Blanc，法語發音：[eliza blɑ̃]，出嫁前原名玛丽·埃莉薩·热尔韦 (Marie Élisa Gervais)；1883年4月14日—1949年12月23日）出生於法國奥弗涅-罗讷-阿尔卑斯大区安省的波利亚，是一名法式料理的女性廚師，擁有米其林指南二星評鑑。

## 生平
1902年他和木炭製造商和旅館經營者讓-路易·布朗（法語：Jean-Louis Blanc）之子阿道夫·布朗（法語：Adolphe Blanc）結婚，這對夫妻從結婚那一年，開始負責接手打理旅館事業，埃莉薩·布朗開始跟著婆婆韦尔日妮·布朗（法語：Virginie Blanc）在廚房學習烹飪，很短的時間就掌握了美食的技巧，並且善用在地食材料理，旅館的附設餐館很快就有了知名度，時任里昂市長的愛德華·赫里歐，也是他們的常客。
1929年埃莉薩·布朗獲得米其林指南一星評鑑，次年1930年參加法國旅遊俱樂部辦的烹飪大賽獲得一等獎，因此名氣更為響亮，1933年再獲得米其林二星評鑑。從此家族經營餐飲事業，一直到孫子喬治·布朗發揚光大還成為廿一世紀重要的名廚。

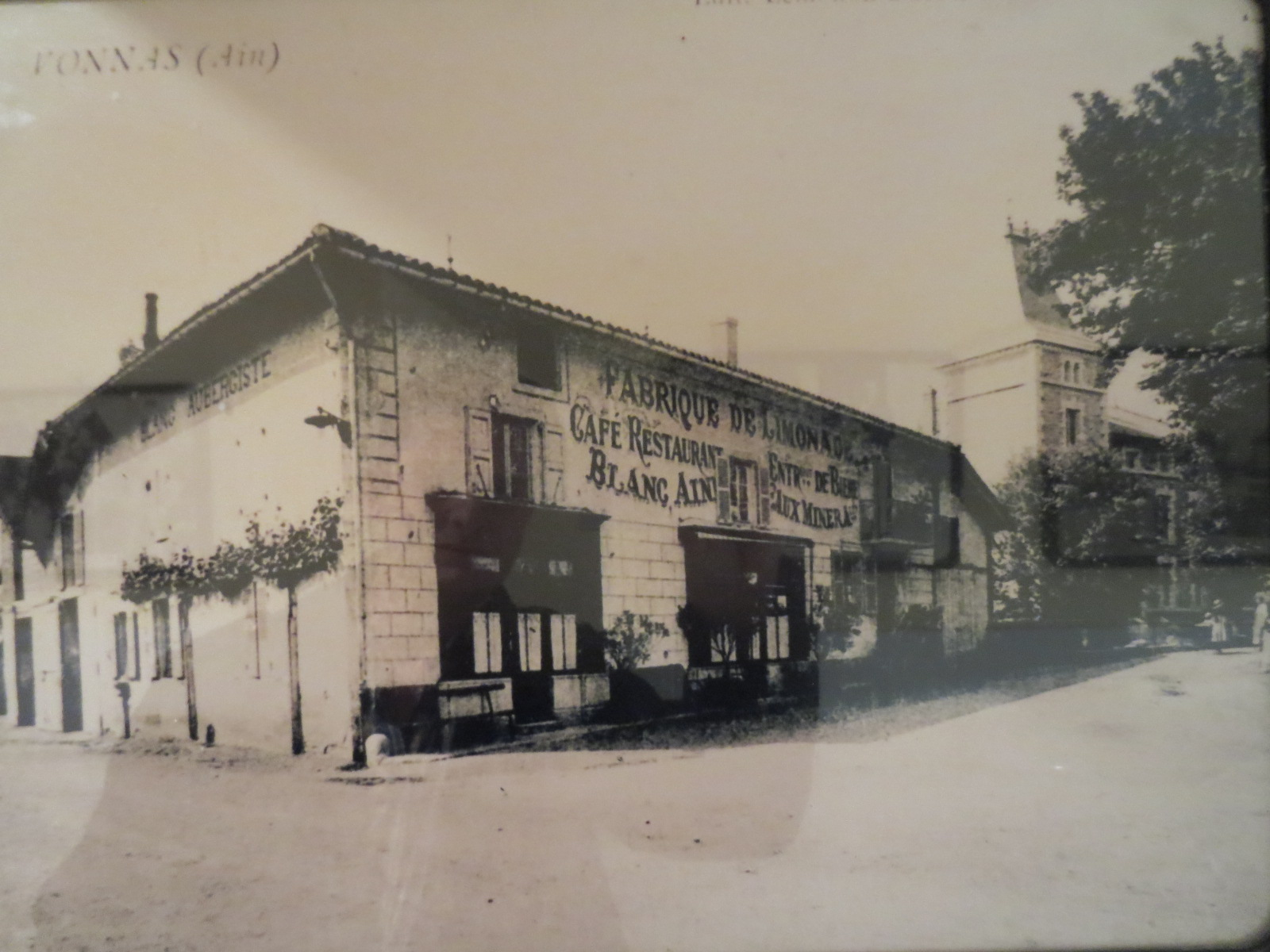
1910年埃莉薩·布朗經營的Auberge de la Mère Blanc餐廳

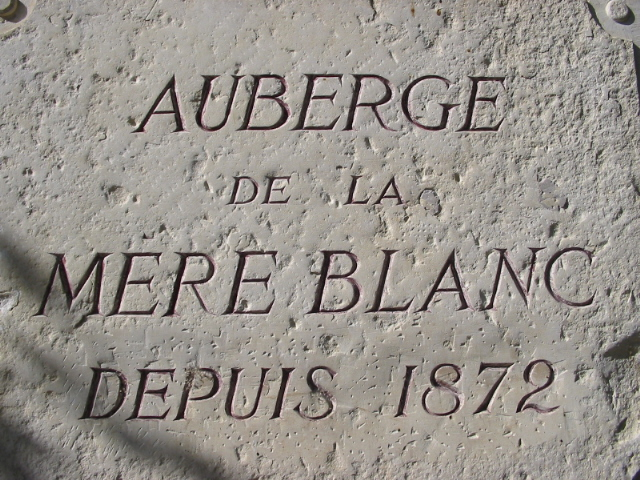
埃莉薩·布朗紀念牌匾

## 相關連結
- 其孫喬治·布朗的官方網站 （页面存档备份，存于）